# Cetonia
Cetonia är ett släkte av skalbaggar som beskrevs av Johan Christian Fabricius 1775. Enligt Catalogue of Life ingår Cetonia i familjen guldbaggar (Cetoniidae), men enligt Dyntaxa är tillhörigheten istället familjen bladhorningar (Scarabaeidae).

## Dottertaxa tillCetonia, i alfabetisk ordning[1][2]
- Cetonia aeratula
- Cetonia angulicollis
- Cetonia asiatica
- Cetonia aurata, gräsgrön guldbagge (typart)
- Cetonia bensoni
- Cetonia carthami
- Cetonia chinensis
- Cetonia cypriaca
- Cetonia delagrangei
- Cetonia filchnerae
- Cetonia funeraria
- Cetonia kemali
- Cetonia kolbei
- Cetonia laeviventris
- Cetonia magnifica
- Cetonia pakistanica
- Cetonia pilifera
- Cetonia pililineata
- Cetonia prasinata
- Cetonia pygidionotis
- Cetonia rhododendri
- Cetonia roelofsi
- Cetonia rutilans
- Cetonia sakaii
- Cetonia sexguttata
- Cetonia siamensis
- Cetonia sichuana
- Cetonia vetusta
- Cetonia viridescens
- Cetonia viridiopaca
- Cetonia wrzecionkoi

## Bildgalleri

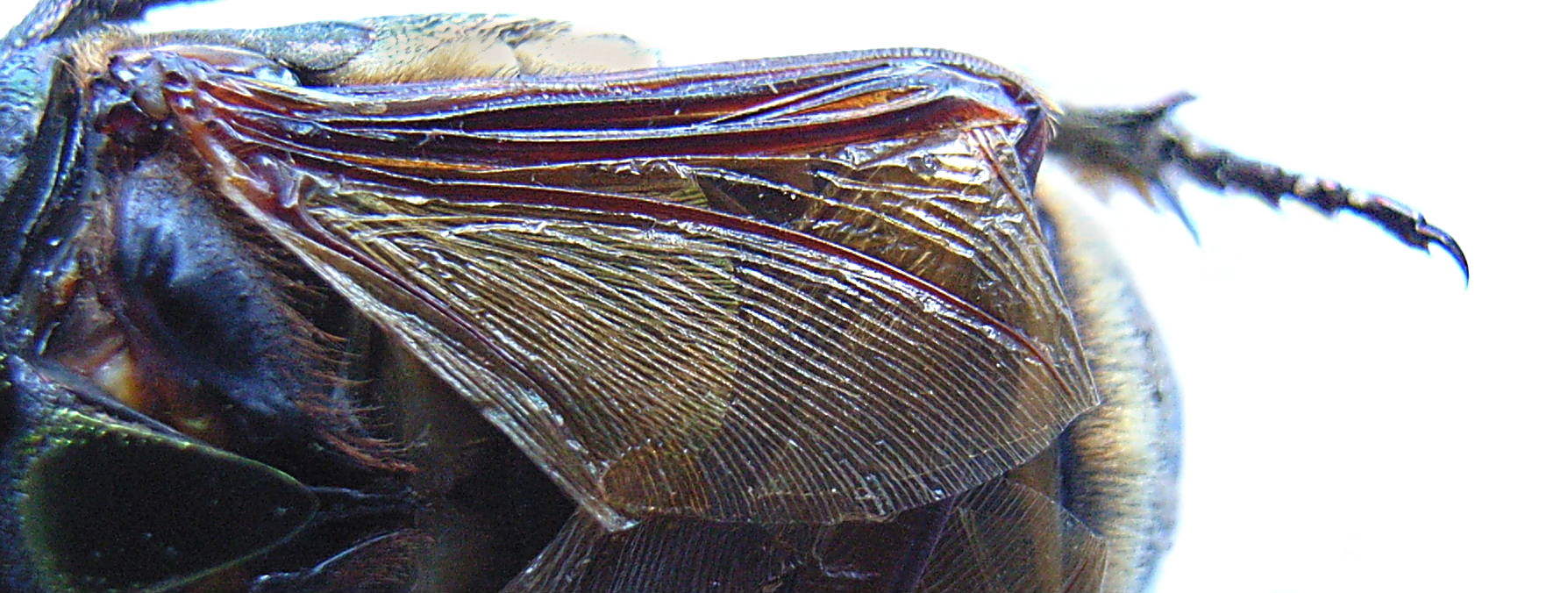
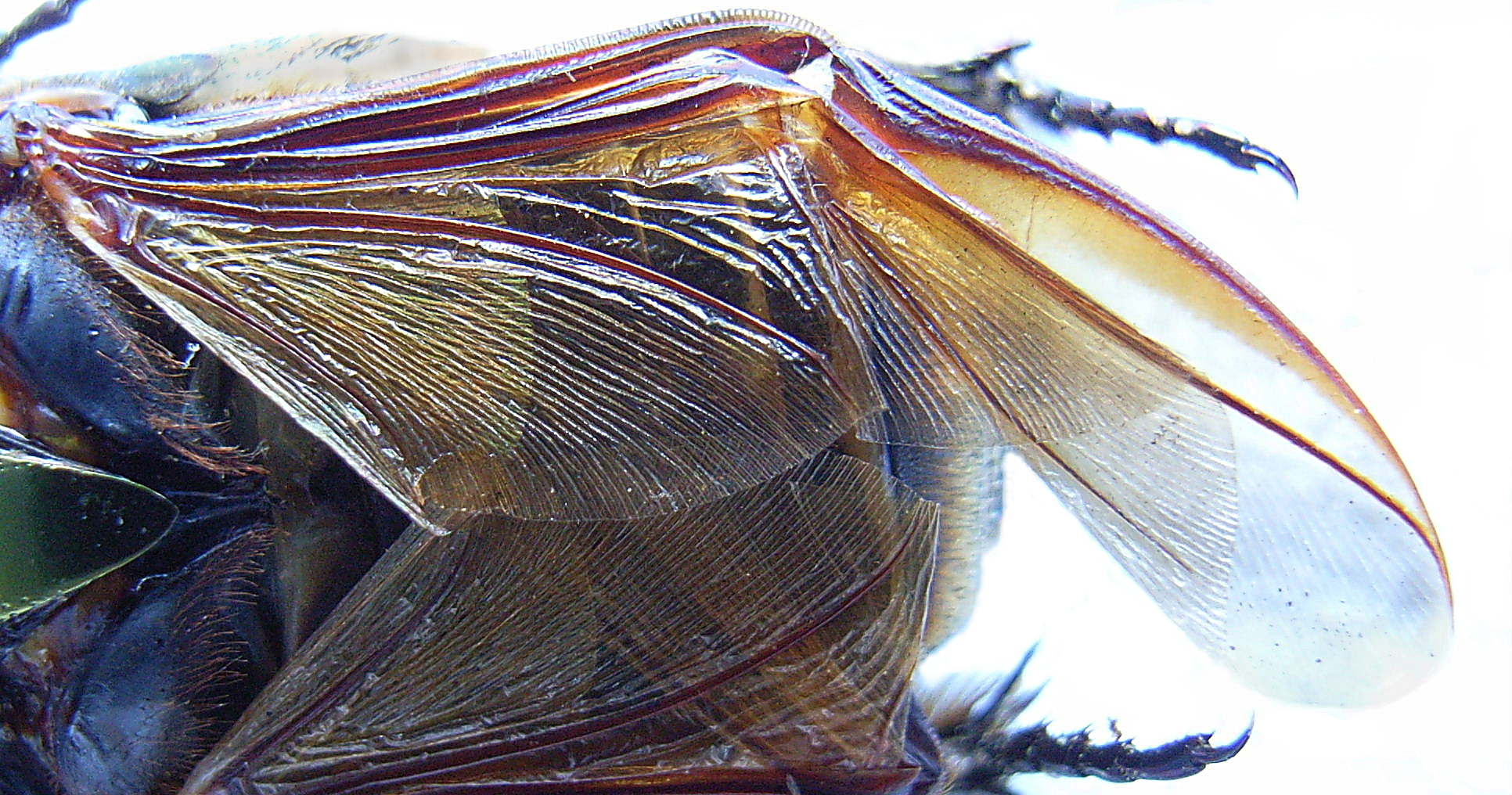
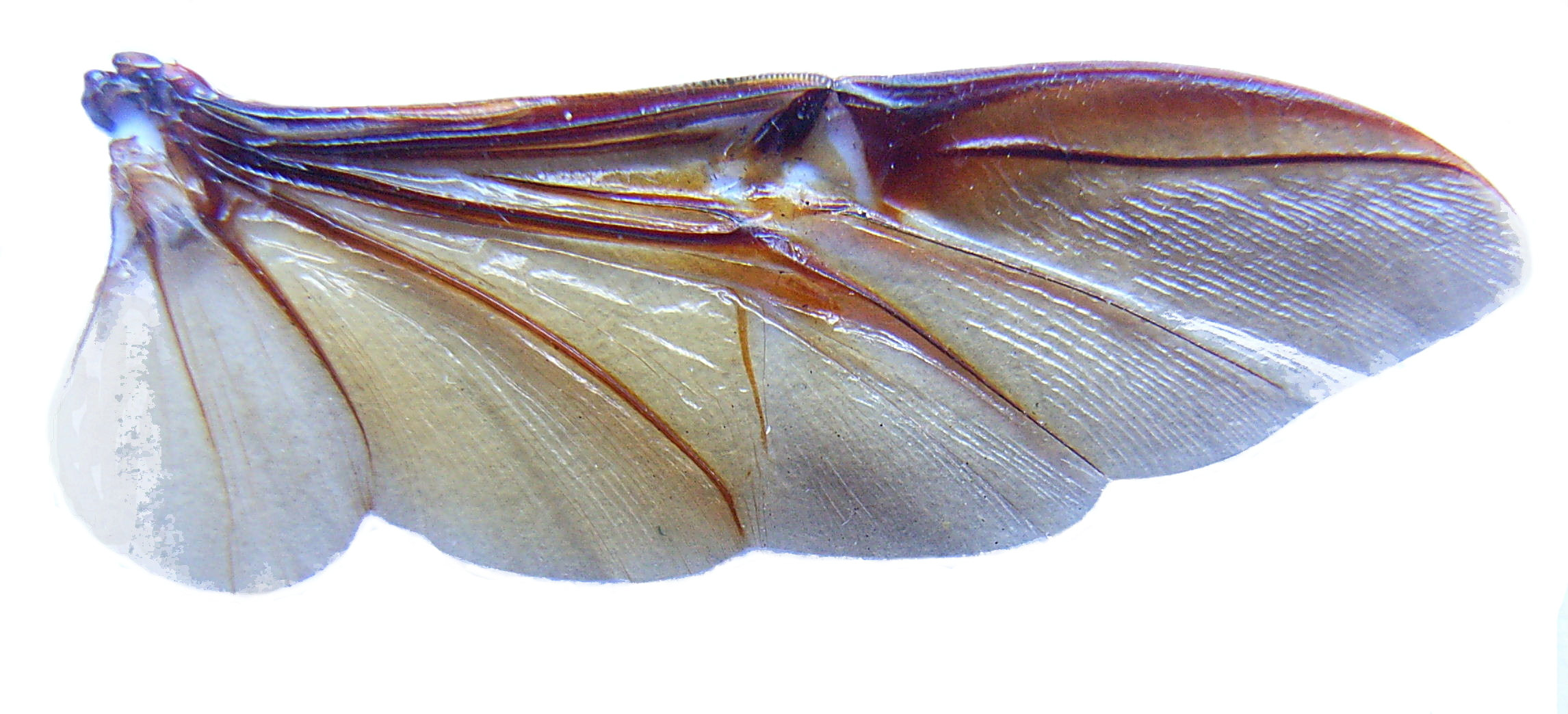
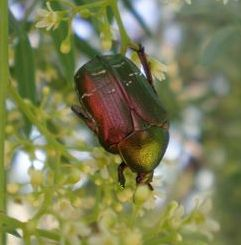
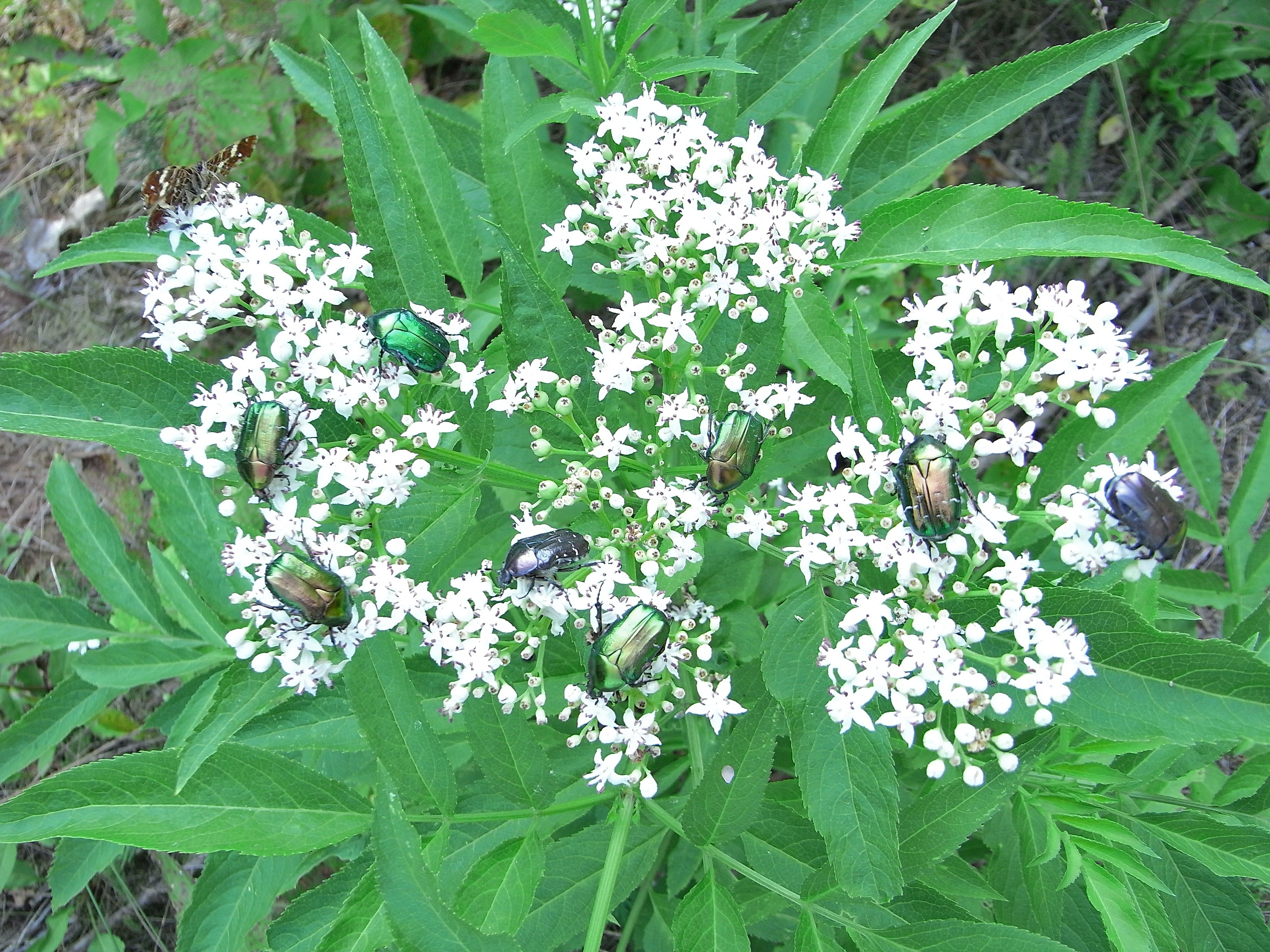
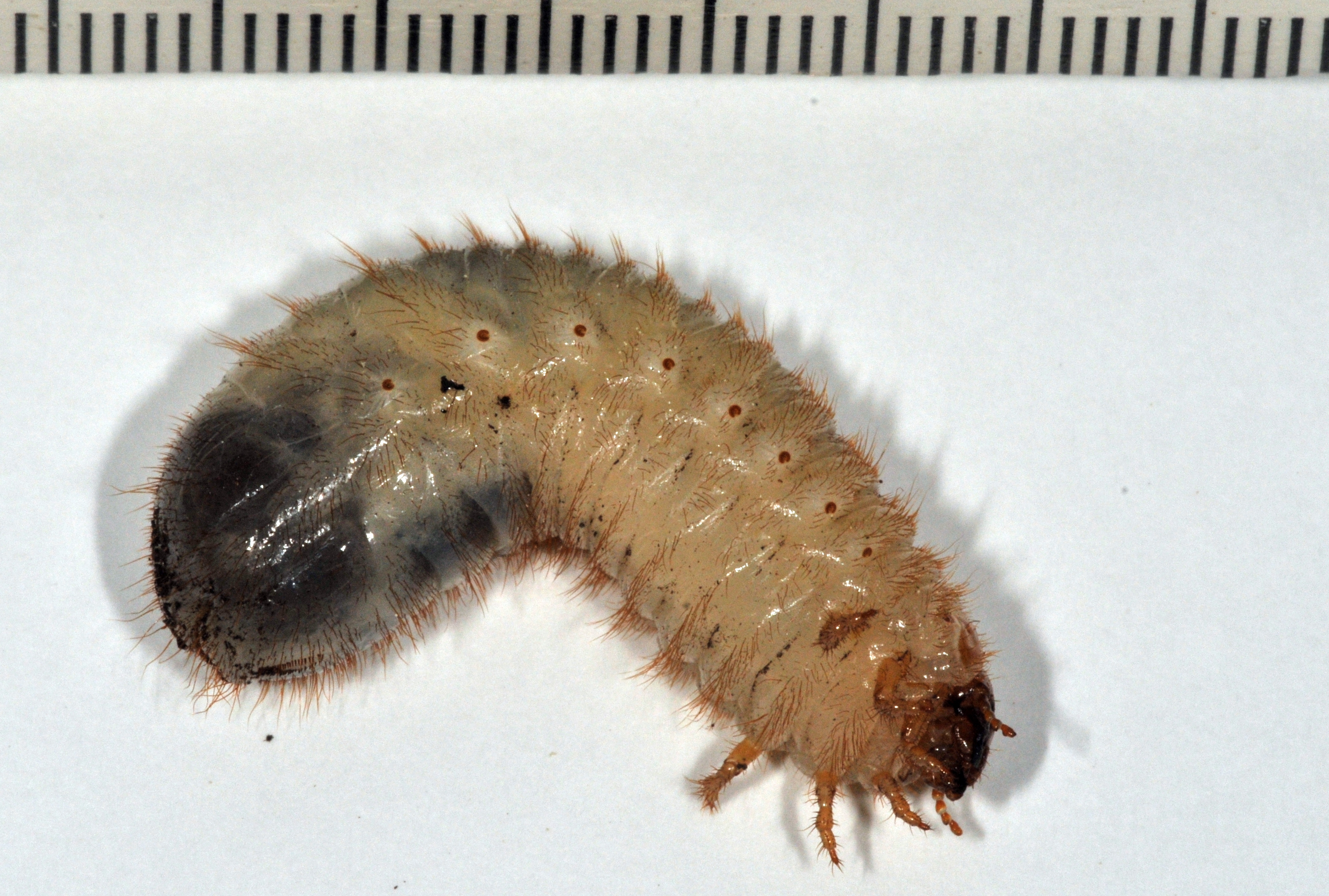